# Mönchstraße 10 (Stralsund)
Das Gebäude Mönchstraße 10 in Stralsund ist ein denkmalgeschütztes Bauwerk in der Mönchstraße.

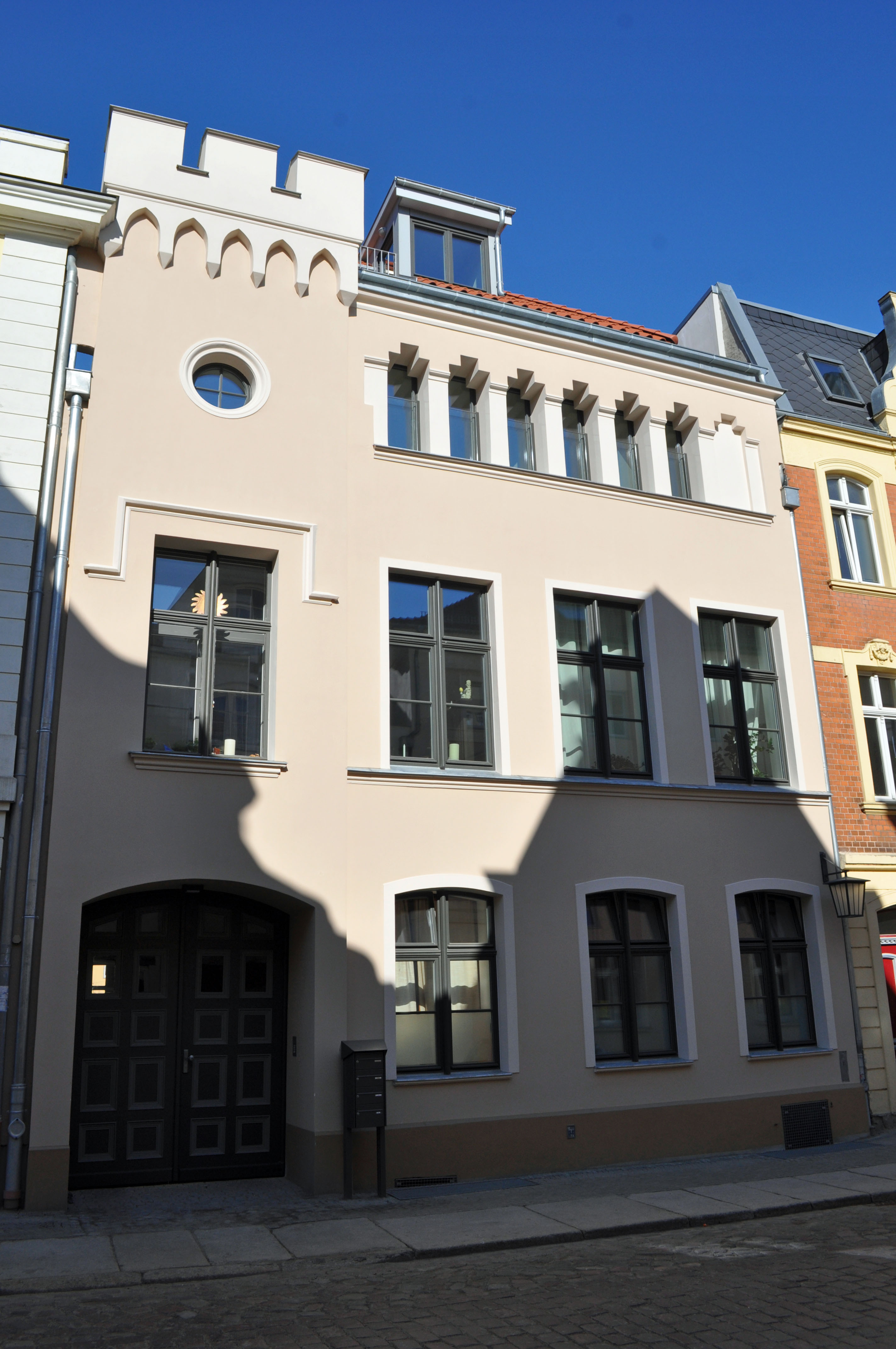
Haus Mönchstraße 10 in Stralsund (2012)

Das dreigeschossige Traufenhaus wurde als Giebelhaus errichtet, im 19. Jahrhundert jedoch zum Traufenhaus mit Giebelwalm umgestaltet. Der Seitenrisalit ist turmartig und mit Zinnen ausgeführt; hier befindet sich auch die Haustür.
Das Haus im Kerngebiet des von der UNESCO als Weltkulturerbe anerkannten Stadtgebietes des Kulturgutes „Historische Altstädte Stralsund und Wismar“ ist in die Liste der Baudenkmale in Stralsund eingetragen.